# Pere Borrell del Caso
Pere Borrell del Caso (Puigcerdà, 13 december 1835 - Barcelona, 16 mei 1910) was een Spaans-Catalaanse schilder en illustrator.

## Leven en werk
Borrell was zoon van een timmerman. Borrell trok op zijn eenentwintigste naar Barcelona waar hij werkte als kistenmaker, hiermee kon hij zijn opleiding aan de kunstacademie betalen. Hij had les van onder meer Claudi Lorenzale en Lluís Rigalt. Hij werd tekenleraar aan het Colegio Peninsular en trouwde in 1873 met een oud-student van hem, Teresa Pla Villalonga. Ze kregen tien kinderen, van wie er vier schilder werden.
Borrell kreeg tweemaal het aanbod om directeur te worden van 'Llotja', een gerenommeerde kunstacademie in Barcelona. Hij sloeg die aanbiedingen af en richtte in 1897 met de schilder Francesc Guasch een eigen kunstacademie op, de Sociedad de Bellas Artes (Sociëteit voor Schone Kunsten). Tot zijn studenten behoorden onder anderen Romà Ribera, Xavier Nogués, Josep Maria Sert, Ricard Canals en Adrià Gual.
Na een beroerte in 1900, moest Borrell het rustiger aan gaan doen. Hij droeg het bestuur over de Academie over aan zijn kinderen. Hij overleed tien jaar later, op 74-jarige leeftijd.

## Schilderijen
Borrell schilderde portretten, landschappen en religieuze taferelen. Vooral in de laatste categorie zijn invloeden van de Nazareners te herkennen. Hij zette zich af tegen de romantiek, waarbij mensen als helden werden geportretteerd, en was voorvechter van het realisme. Zijn bekendste schilderij is wellicht Escapando de la critica (Ontsnappen aan kritiek), dat hij maakte in 1874. Het wordt gezien als een belangrijk voorbeeld van de trompe-l'oeil, een techniek die hij vaker toepaste.

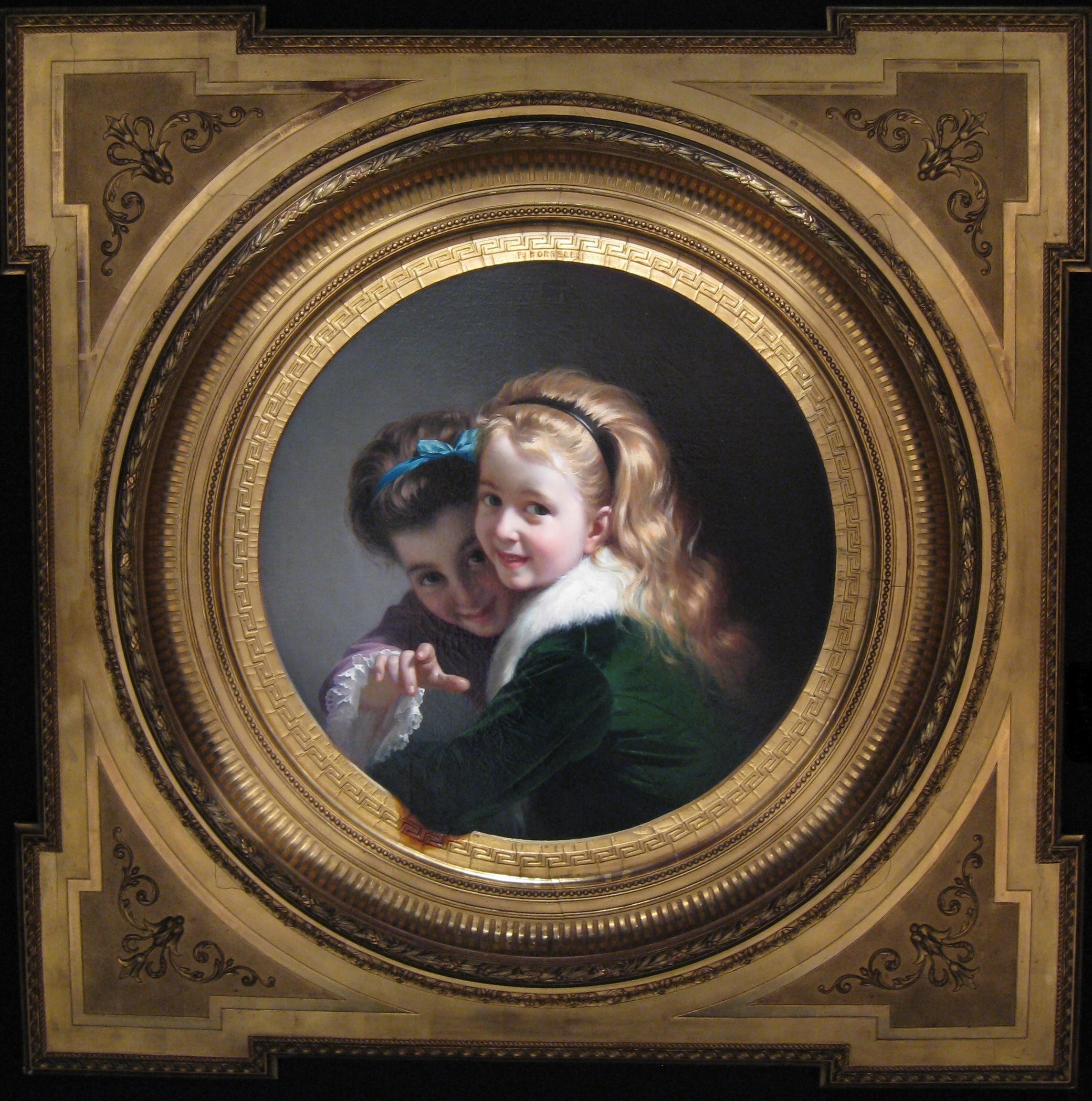
Twee lachende meisjes (1880)

- Biblioteca Nacional de España: XX1458403
- Bibliothèque nationale de France: cb136045181 (data)
- Catàleg d'autoritats de noms i títols de Catalunya: 981058529523806706
- Gemeinsame Normdatei: 121893731
- International Standard Name Identifier: 0000 0000 6683 8253
- Library of Congress Control Number: nb99127961
- RKD-Nederlands Instituut voor Kunstgeschiedenis: 494034
- SNAC: w67t5k8s
- Système universitaire de documentation: 18737306X
- Union List of Artist Names: 500035402
- Virtual International Authority File: 67334685
- WorldCat: E39PBJxH4rpb76vbKw649VVQv3